# Jozef Langenus
Jozef Langenus, född 23 december 1898, död 29 maj 1987, var en friidrottare från Belgien. Han deltog vid olympiska sommarspelen 1928.